# Bonaire League 2006/07
De Bonaire League is de hoogste voetbalcompetitie op Bonaire.
Dit seizoen van de Bonaire League kenmerkte zich vooraf door een agressieve transfer periode. Nadat SV Juventus het seizoen ervoor er met succes erin was geslaagd om een kampioensploeg bij elkaar te "kopen" probeerde SV Vespo hetzelfde. Gevolg was dat SV Real Rincon 7 basisspelers zag vertrekken en met een geringe selectie aan het seizoen begon. Hierdoor moesten ze regelmatig een beroep doen op jeugdspelers. Desondanks wisten ze na 18 wedstrijden bovenaan te eindigen en zich hierdoor te verzekeren van een plaats in de Supercup. Het versterkte Vespo daarentegen, begon matig aan het seizoen. Toen het wedstrijdprogramma dankzij het aanleggen van een kunstgrasmat van Kralendijk naar Rincon verhuisde, werd dit ten volle benut door Vespo. Ze bleven de laatste 12 wedstrijden met thuisvoordeel ongeslagen en mochten zich uiteindelijk in eigen huis tot kampioen kronen door de finale te winnen van stadgenoot Real Rincon. 
Om het feestje van Rincon compleet te maken wisten ook de jeugdploegen van Vespo en Real Rincon de finale te bereiken. Het ongeslagen Real Rincon (31 wedstrijden, 28 gewonnen, 3 gelijkspelen, allen tegen Vespo) moest het in de finale na strafschoppen afleggen tegen hun rivalen. Het was pas de eerste titel voor het junioren team van Vespo. 
Real Rincon nam een maand na de verloren finale wraak op Vespo door de eerste editie van de Supercup te winnen. De wedstrijd werd dankzij een hattrick van de 18-jarige aanvoerder Lacey Pauletta met 4-2 gewonnen.

## Reguliere competitie
Ploegen spelen 3 keer tegen elkaar. Beste 4 ploegen kwalificeren voor de Play Offs.
|             | ATC | EST | JUV | RR  | URU | VES | VIT |
| ----------- | --- | --- | --- | --- | --- | --- | --- |
| ATC         |     | 1-3 | 0-7 | 0-3 | 0-2 | 1-4 | 1-3 |
| Estrellas   | 6-0 |     | 0-0 | 0-2 | 3-0 | 0-0 | 5-0 |
| Juventus    | 4-0 | 1-2 |     | 1-2 | 0-1 | 1-2 | 2-0 |
| Real Rincon | 4-0 | 0-2 | 2-1 |     | 2-1 | 2-0 | 4-3 |
| Uruguay     | 2-1 | 0-2 | 2-2 | 0-1 |     | 3-1 | 4-1 |
| Vespo       | 2-0 | 2-2 | 0-2 | 1-1 | 1-1 |     | 8-1 |
| Vitesse     | 3-2 | 0-0 | 0-4 | 1-3 | 2-1 | 0-1 |     |

|             | ATC |     |     |     |     |     |
| Estrellas   | 2-0 | EST |     |     |     |     |
| Juventus    | 2-2 | 6-1 | JUV |     |     |     |
| Real Rincon | 5-2 | 0-0 | 2-2 | RR  |     |     |
| Uruguay     | 5-1 | 0-3 | 2-2 | 1-5 | URU |     |
| SV Vespo    | 3-0 | 1-1 | 2-2 | 3-2 | 4-1 | VES |
| Vitesse     | 4-1 | 1-4 | 0-1 | 2-2 | 1-1 | 2-3 |

## Eindstand
| pos | Team        | GP | W  | D | L  | PNT | GF | GA | GD  |
| --- | ----------- | -- | -- | - | -- | --- | -- | -- | --- |
| 1   | Real Rincon | 18 | 11 | 4 | 3  | 37  | 42 | 20 | 22  |
| 2   | Estrellas   | 18 | 10 | 6 | 2  | 36  | 36 | 14 | 22  |
| 3   | Vespo       | 18 | 9  | 6 | 3  | 33  | 38 | 22 | 16  |
| 4   | Juventus    | 18 | 8  | 6 | 4  | 30  | 40 | 22 | 18  |
| 5   | Uruguay     | 18 | 6  | 4 | 8  | 22  | 27 | 32 | -3  |
| 6   | Vitesse     | 18 | 4  | 3 | 11 | 15  | 24 | 47 | -23 |
| 7   | ATC         | 18 | 0  | 1 | 17 | 1   | 12 | 64 | -52 |

## Play Offs
Ploegen spelen 2 keer tegen elkaar. Beste 2 teams gaan naar de finale.
|             | EST | JUV | RR  | VES |
| ----------- | --- | --- | --- | --- |
| Estrellas   |     | 2-1 | 0-2 | 1-1 |
| Juventus    | 2-2 |     | 0-1 | 0-1 |
| Real Rincon | 1-2 | 3-1 |     | 0-2 |
| Vespo       | 2-1 | 1-1 | 1-0 |     |

## Eindstand
| pos | Team        | GP | W | D | L | PNT | GF | GA | GD |
| --- | ----------- | -- | - | - | - | --- | -- | -- | -- |
| 1   | Vespo       | 6  | 4 | 2 | 0 | 14  | 8  | 3  | 5  |
| 2   | Real Rincon | 6  | 3 | 0 | 3 | 9   | 7  | 6  | 1  |
| 3   | Estrellas   | 6  | 2 | 2 | 2 | 8   | 8  | 9  | -1 |
| 4   | Juventus    | 6  | 0 | 2 | 4 | 2   | 5  | 10 | -5 |

## Finale
3 augustus 2007
Vespo               1-0 Real Rincon
15. Shahairo Oleana 1-0

## Supercup
14 september 2007
Real Rincon         4-2 Vespo
Lacey Pauleta 1-0
Ilfred Piar 2-0
Lacey Pauleta 3-0
Rilove Janga 3-1
Rust
Lacey Pauleta 4-1
Danielo Trenidat 4-2

## Legenda
| gp  | gespeelde wedstrijden |
| w   | gewonnen wedstrijden  |
| l   | wedstrijden gelijk    |
| d   | wedstrijden verloren  |
| pnt | behaalde punten       |
| gf  | doelpunten voor       |
| ga  | doelpunten tegen      |
| ds  | doelsaldo             |